# ジョン・クリーズ
ジョン・クリーズ（John Cleese、1939年10月27日 - ）は、イギリスのコメディアン、喜劇俳優。イギリスを代表するコメディー・グループ「モンティ・パイソン」のメンバー。

## 来歴

### 生い立ち
イングランド・サマセット州のウェストン＝スーパー＝メアにて、すでに40歳をこえた両親の一人息子として生まれる。12歳のころにすでに182cmの長身であったクリーズは、学校では常にからかいの対象であり、「人を笑わせる」ことはそれから身を護り自分が孤立するのを回避するための手段であったという。クリフトン・カレッジを卒業後、2年間教員として働いて学費をため、ケンブリッジ大学のダウニング・カレッジに入学。法学を専攻するかたわら、大学のコメディ・グループ（ケンブリッジ・フットライツ・レヴュー）に積極的に参加、「ケンブリッジ・サーカス」のウエスト・エンド公演の成功などに多大な貢献をしていた。グレアム・チャップマンとはそこで出会っている。大学卒業後は弁護士事務所への内定を断り、BBCラジオの娯楽番組部に就職、コメディー番組の脚本に携わる。『ザ・フロスト・レポート』などの番組に参加後、『アット・ラスト・ザ・1948・ショー』や『How to Irritate People』、ラジオ番組『I'm Sorry, I'll Read That Again』等ではメインライター及び演者として活躍、知名度を上げていった。
その後他の5人のメンバーと共にコメディー・グループ『モンティ・パイソン』を結成、1969年放送開始の空飛ぶモンティ・パイソンは大人気番組となった。

### モンティ・パイソン
モンティ・パイソンの一員としてテレビシリーズ『空飛ぶモンティ・パイソン』に出演し、グレアム・チャップマンとコンビでスケッチを執筆、大いに人気を博す。代表的な出演スケッチに「バカ歩き省」「死んだオウム」「アホウドリ売り」「チーズ・ショップ」「デニス・ムーア」などがある。演技としては激しくコミカルな怒りの表現や、正反対に無表情で理屈っぽいものが多い。また、ヒトラーの物まねも名物ネタで、何度も演じている。大学では法学を専攻していたことから、弁護士や会計士の登場する作品も多数ある。
テレビシリーズの第4シリーズには参加しなかったが、シリーズ終了後に制作された映画には参加、数々のクセのある役で出演した。

### パイソン後
彼はグループ内でも代表的な存在だったが、『空飛ぶモンティ・パイソン』の第3シリーズ後、その活動に喜劇表現の限界を感じて（テリー・ジョーンズとの確執とも言われる）降板。一本（30分）の脚本を書くのに2か月を費やしたというBBCのテレビシリーズ『フォルティ・タワーズ』で、実際の妻であったコニー・ブース（現在は離婚）と共に演出・主演し、再び人気を誇った。
また、脚本・主演を担当し、マイケル・ペイリンも出演し、ほぼ同じスタッフで制作したコメディ映画『ワンダとダイヤと優しい奴ら』『危険な動物たち』も、クリーズのキャラクターが生きたヒット作となった。
最近ではコメディ作品以外の映画、ドラマ出演も多く、『ハリー・ポッター』や『地球が静止する日』などで、脇役ながらも健在ぶりを見せており、比較的マイペースに仕事をしている。アクション映画『007』シリーズにも出演しており、『007/ワールド・イズ・ノット・イナフ』ではR役、『007/ダイ・アナザー・デイ』ではQ役を演じている。また、アニメ映画での声の出演も多く、『シュレック』シリーズや『くまのプーさん』などで活躍している。

### 私生活
私生活ではコニー・ブースをはじめ、ライブで知り合った女優バーバラ・トレンサム（次女のカミラが生まれている）、精神分析医のアリス・フェイ・アイケルバーガーという3人のアメリカ人との結婚、離婚を繰り返したのち、2012年には31歳年下のジェニファー・ウェイドと結婚した。コニー・ブースとの間に生まれた長女シンシアは『メン・イン・ブラック』などで知られる脚本家エド・ソロモンと結婚している。
また、自由民主党の熱心な支持者として知られている。

## 主な出演作品

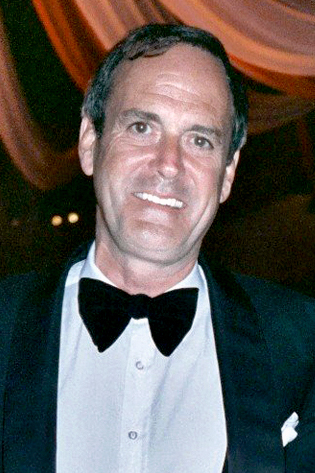
1989年、アカデミー賞授賞式にて。

### テレビ
- ザ・フロスト・レポート The Frost Report（1966年）
- アット・ラスト・ザ・1948・ショー At Last the 1948 Show（1967年） - DVD題「モンティ・パイソン・レアリティーズ アット・ラスト・ザ・1948・ショウ」
- ハウ・トゥー・イリテイト・ピープル How to Irritate People（1968年）
- 空飛ぶモンティ・パイソン Monty Python's Flying Circus（1969年 - 1974年）
- フォルティ・タワーズ Fawlty Towers（1975年 - 1979年）
- マペット・ショー The Muppet Show（1977年にゲスト出演）
- チアーズ Cheers（1987年、第116話「Simon Says」にゲスト出演、同年に「コメディシリーズにおける最も優れたゲスト俳優」としてエミー賞を受賞する）

### 映画
- しのび逢い Interlude（1967年）
- おかしな夫婦・大逆転!? The Bliss of Mrs. Blossom（1968年）
- マジック・クリスチャン The Magic Christian（1969年）
- 狼の館 The Best House in London（ノンクレジット、1970年）
- モンティ・パイソン・アンド・ナウ And Now for Something Completely Different（1971年）
- モンティ・パイソン・アンド・ホーリー・グレイル Monty Python and the Holy Grail（1975年）
- モンティ・パイソン/ライフ・オブ・ブライアン Monty Python's Life of Brian（1979年）
- マペットの大冒険~宝石泥棒をつかまえろ The Great Muppet Caper（1981年）
- バンデットQ The Time Bandits（1981年）
- ゲイ人大尉と兵隊ヤクシャ Privates on Parade（1982年）
- モンティ・パイソン・ライブ・アット・ザ・ハリウッド・ボウル Monty Python Live at the Hollywood Bowl（1982年）
- チーチ&チョン イエローパイレーツ Yellowbeard（1983年）
- モンティ・パイソン/人生狂騒曲　Monty Python'S The Meaning of Life（1983年）
- シルバラード Silverado（1985年）
- 時計仕掛けの校長先生 Clockwise（1986年）
- ワンダとダイヤと優しい奴ら A Fish Called Wanda（1988年）
- ケビン・ベーコンのハリウッドに挑戦!! The Big Picture（1988年）
- エリック・ザ・バイキング/バルハラへの航海 Erik the Viking（1989年）
- ダブルチェイス/俺たちは007じゃない BULLSEYE!（1990年）
- アメリカ物語2/ファイベル西へ行く An American Tail: Fievel Goes West（1991年） - 声の出演
- 相続王座決定戦 Splitting Heirs（1993年）
- フランケンシュタイン Frankenstein（1994年）
- ジャングル・ブック Rudyard Kipling's The Jungle Book（1994年）
- スワン・プリンセス：白鳥の湖 The Swan Princess（1994年） - 声の出演
- ゲット・ショーティ Get Shorty（1995年）
- The Wind in the Willows（1996年）
- 危険な動物たち Fierce Creatures（1996年）
- ジャングル・ジョージ George of the Jungle（1997年） - 声の出演
- 007/ワールド・イズ・ノット・イナフ The World Is Not Enough（1999年）
- アウト・オブ・タウナーズ The Out-of-Towners（1999年）
- イズント・シー・グレート Isn't She Great（2000年）
- ハリー・ポッターと賢者の石 Harry Potter and the Sorcerer's Stone（2001年）
- ラットレース Rat Race（2001年）
- プルート・ナッシュ The Adventures of Pluto Nash（2002年）
- ハリー・ポッターと秘密の部屋 Harry Potter and the Chamber of Secrets（2002年）
- ピノッキオ Pinocchio（2002年） - 英語版の声の吹替え
- 007/ダイ・アナザー・デイ Die Another Day（2002年）
- ジャングル・ジョージ2 George of the Jungle 2（2003年） - 声の出演
- チャーリーズ・エンジェル フルスロットル Charlie's Angels: Full Throttle（2003年）
- シュレック2 Shrek 2（2004年） - 声の出演
- 80デイズ　Around the World in 80 Days（2004年）
- シャーロットのおくりもの Charlotte's Web（2006年） - 声の出演
- 男と女の大人可愛い恋愛法則 Man About Town（2006年）
- ガフールの伝説 Legend of the Guardians: The Owls of Ga'Hoole（2010年） - 声の出演
- シュレック3 Shrek 3（2007年） - 声の出演
- 地球が静止する日 The Day the Earth Stood Still（2008年）
- ピンクパンサー2 The Pink Panther 2（2009年）
- シュレック フォーエバー Shrek Forever After（2010年） - 声の出演
- くまのプーさん Winnie the Pooh（2011年） - 声の出演
- ビッグ・ボーイズ しあわせの鳥を探して The Big Year（2011年）
- モンティ・パイソン ある嘘つきの物語 グレアム・チャップマン自伝 A Liar's Autobiography: The Untrue Story of Monty Python's Graham Chapman（2012年） - 声の出演
- クルードさんちのはじめての冒険 The Croods（2013年） - 原案
- プレーンズ Planes（2013年） - 声の出演
- ミラクル・ニール! Absolutely Anything（2015年） - 声の出演
- トロールズ Trolls（2016年） - 声の出演
- 氷の国のスイフティ 北極危機一髪! Arctic Dogs（2019年） - 声の出演
- でっかくなっちゃった赤い子犬 僕はクリフォード Clifford the Big Red Dog（2021年）

### ゲーム
- PAYDAY2 Aldstone（2016年） - 声の出演 デザインのモデル[2]
- RAID: World War II Control（2017年）[3]

## 主な受賞とノミネート
| 賞                         | 年     | 部門                                   | 作品名                            | 結果       |
| -------------------------- | ------ | -------------------------------------- | --------------------------------- | ---------- |
| アカデミー賞               | 1988年 | 脚本賞                                 | 『ワンダとダイヤと優しい奴ら』    | ノミネート |
| 英国アカデミー賞           | 1988年 | 主演男優賞                             | 『ワンダとダイヤと優しい奴ら』    | 受賞       |
| 英国アカデミー賞           | 1988年 | オリジナル脚本賞                       | 『ワンダとダイヤと優しい奴ら』    | ノミネート |
| ゴールデングローブ賞       | 1988年 | 主演男優賞 ミュージカル・コメディ部門  | 『ワンダとダイヤと優しい奴ら』    | ノミネート |
| 英国アカデミー賞テレビ部門 | 1970年 | エンターテインメント・パフォーマンス賞 | 『空飛ぶモンティ・パイソン』      | ノミネート |
| 英国アカデミー賞テレビ部門 | 1971年 | エンターテインメント・パフォーマンス賞 | 『空飛ぶモンティ・パイソン』      | ノミネート |
| 英国アカデミー賞テレビ部門 | 1976年 | エンターテインメント・パフォーマンス賞 | 『フォルティ・タワーズ』          | ノミネート |
| 英国アカデミー賞テレビ部門 | 1980年 | エンターテインメント・パフォーマンス賞 | 『フォルティ・タワーズ』          | 受賞       |
| エミー賞                   | 1987年 | ゲスト男優賞 コメディ部門              | 『チアーズ』                      | 受賞       |
| エミー賞                   | 1998年 | ゲスト男優賞 コメディ部門              | 『3rd Rock from the Sun』         | ノミネート |
| エミー賞                   | 2002年 | 作品賞 ノンフィクション特番部門        | 『The Human Face』                | ノミネート |
| エミー賞                   | 2004年 | ゲスト男優賞 コメディ部門              | 『ふたりは友達? ウィル&グレイス』 | ノミネート |

## 翻訳された著書
- モンティ・パイソンができるまで―ジョン・クリーズ自伝― 安原和見(翻訳) 早川書房 – 2016